# Філіппо да Стерпето
Філіппо да Стерпето (італ. Filippo da Sterpeto; XIII ст.) — політик і державний діяч Сан-Марино XIII сторіччя. 
Консул, постать, яка еволюціонувала до нинішнього капітана-регента, з 1 жовтня 1243 по 1 квітня 1244 року разом з Оддоне Скаріто. Да Стерпето і Скаріто є першими відомими главами держави Сан-Марино  .
Площа в місті-комуні Доманьяно присвячена Філіппо да Стерпето, а також вино від Консорціуму типових вин Сан-Марино .